# Graaf Sisters
Graaf Sisters è l'album di debutto del gruppo musicale svedese Graaf, pubblicato il 28 ottobre 1998 su etichetta discografica Sony BMG.

## Tracce
1. Hey You – 4:05
2. You Got (What I Want) – 4:26
3. Never Never – 3:09
4. I Wish – 4:18
5. Let It Be Forever – 4:04
6. Close to You (feat. D-Flex) – 2:50
7. Give It Up – 3:54
8. Heartbreaker – 4:28
9. Goo Good Goodie Goodbye – 3:20
10. I Wanna Be Your Lover – 3:35
11. Outro – 1:02

## Classifiche
| Classifica (1998) | Posizione massima |
| ----------------- | ----------------- |
| Finlandia         | 26                |
| Svezia            | 16                |